# H19 (유전자)
H19는 인간과 다른 곳에서 발견되는 긴 사슬 비번역 RNA에 대한 유전자이다. H19는 체중과 세포 증식의 음성 조절(또는 제한)에 역할을 한다. 이 유전자는 또한 일부 암의 형성과 유전자 발현 조절에 역할을 한다.
H19 유전자는 각인(imprinting)으로 알려진 현상에서 하나의 모 대립유전자에서만 발현된다. H19는 모계에서 유전된 대립유전자에서만 전사 (생물학)된다. 부계 H19 대립유전자는 발현되지 않는다. H19는 쥐의 성체 골격근("ASM")에서 발현되기 때문에 처음에 ASM(성인 골격근)으로 명명되었다. H19는 비정상적인 H19 발현이 벡위드-비데만 증후군("BWS") 및 러셀 실버 증후군과 관련될 수 있기 때문에 BWS로도 알려져 있다. 정자에 있는 H19 각인 유전자의 후성유전학 규제완화는 남성 불임과 관련이 있는 것으로 관찰되었다.